# Sina Minou
Sina Minou (* 12. Januar 1990) ist eine deutsche Laiendarstellerin. Bekannt wurde sie durch die Rolle der „Caro“ in Berlin – Tag & Nacht.

## Biografie
Vor ihren Auftritten in Reality-TV-Formaten drehte Minou zwei Kurzvideos, in denen sie mit einem Massagestab masturbierte. Im Jahr 2012 wurde sie deutschlandweit durch die RTL-II-Reality-Seifenoper Berlin – Tag & Nacht, in der sie als Laiendarstellerin die Tätowiererin Caro spielt, bekannt. Am 29. Februar 2016 trat sie in der RTL-II-Sendung Fake Reaction – Einer täuscht immer! zusammen mit Milla und Piet (Frank Winter) aus Berlin – Tag & Nacht gegen Chantal (Jessica Faust), Sam (Diana Schneider) und Patrick (Andree Katic)  aus Köln 50667 an. Im Juli 2016 gab RTL bekannt, dass Minou aus der Serie aussteigen werde. Minou tritt auch als Model auf Tattoo-Veranstaltungen, beispielsweise auf der Tattoo Convention in Dresden, auf.

## Filmografie
- 2012–2017, 2020: Berlin – Tag & Nacht
- 2016: Fake Reaction – Einer täuscht immer![3]

## Belege
1. ↑  Archivierte Kopie (Memento des Originals vom 21. Juli 2016 im Internet Archive)  Info: Der Archivlink wurde automatisch eingesetzt und noch nicht geprüft. Bitte prüfe Original- und Archivlink gemäß Anleitung und entferne dann diesen Hinweis.
2. ↑  "Berlin – Tag & Nacht": Steigt "Caro"-Darstellerin Sina Minou aus?, tvmovie.de, 25. April 2016
3. 1 2  Fake Reaction  – Einer täuscht immer!: Berlin vs. Köln, rtl2.de, 29. Februar 2016
4. ↑  Farbe, die definitiv unter die Haut geht, Sächsische Zeitung, DAWO, 30./31. Januar 2016, PDF-Datei, S. 3

| Personendaten    | Personendaten     |
| ---------------- | ----------------- |
| NAME             | Minou, Sina       |
| KURZBESCHREIBUNG | Laiendarstellerin |
| GEBURTSDATUM     | 12. Januar 1990   |